# Thế giới phương Đông

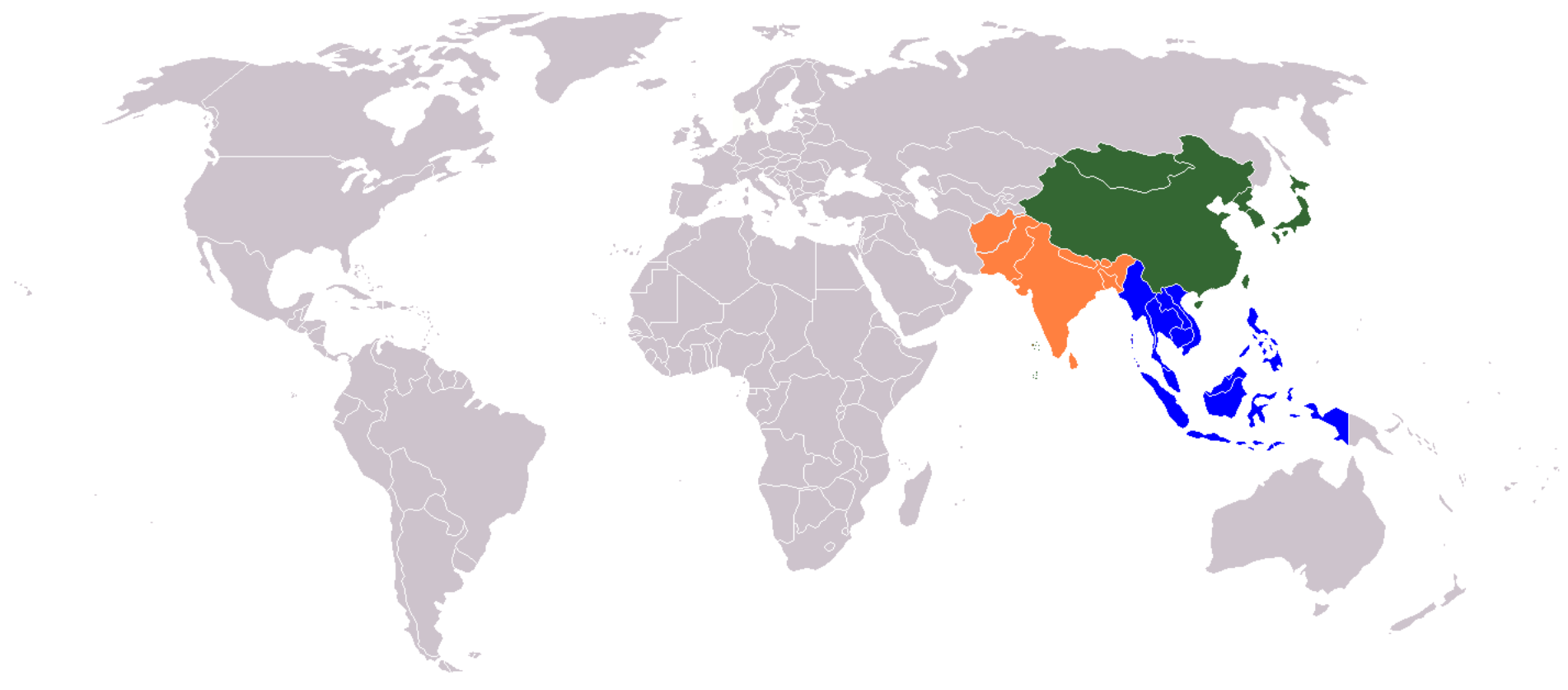
Thế giới phương Đông

Thế giới phương Đông bao gồm các nền văn minh, các phong tục tập quán, văn hóa, tín ngưỡng của những người chỉ chung châu Á. Chủ yếu các nền văn minh Trung Hoa cổ, Ấn Độ cổ, Ba Tư cổ..v.v
Tên gọi thế giới Phương đông thường dùng chỉ chung cho các nền văn minh, đang ở hiện tại cũng như quá khứ. Đặc trưng về tư tưởng và tập tục, vật chất, hội họa, kiến trúc, tôn giáo. Đã hội tụ được nhiều nguồn tạo thành một thế giới của người Phương đông, Chủ yếu những nét cổ xưa truyền lại hay đã mất trong dòng lịch sử dài của Á châu.

## Các nền văn minh Phương đông
- Nền văn minh Trung Hoa cổ xưa
- Nền văn minh Babylon
- Nền văn minh Lưỡng Hà